# Manihot inflata
Manihot inflata är en törelväxtart som beskrevs av Johannes Müller Argoviensis. Manihot inflata ingår i släktet Manihot och familjen törelväxter. Inga underarter finns listade i Catalogue of Life.